# Amphilais seebohmi
La yerbera malgache (Amphilais seebohmi. Bradypterus seebohmi)) es una especie de ave paseriforme de la familia Locustellidae propia de la isla de Madagascar, en el Océano Índico. Es la única especie del género Amphilais. Su nombre científico conmemora al ornitólogo inglés Henry Seebohm.

## Distribución y hábitat
Es un habitante endémico de la isla de Madagascar. Su hábitat natural son los matorrales húmedos tropicales y los humedales con matorrales.